# Первомайський (Кіясовський район)
Первома́йський (рос. Первомайский, удм. Первомайск) — село (в минулому селище) у складі Кіясовського району Удмуртії, Росія.
На південний захід від села, по дорозі на село Кіясово знаходиться гідрологічна пам'ятка природи «Джерело Святий».
Населення — 669 осіб (2010; 682 у 2002).
Національний склад:
- росіяни — 86 %